# Léon Moreaux
Léon Moreaux (* 10. März 1852 in Féron; † 11. November 1921 in Rennes) war ein französischer Sportschütze und Doppelolympiasieger. Er erlernte den Sport in den 1880er Jahren und verbesserte sich stetig, sodass er im Jahre 1900 für die Olympischen Sommerspiele in Paris, der Hauptstadt seines Heimatlandes gemeldet wurde. Er trat in zahlreichen Wettbewerben an und gewann zwei Silber- und eine Bronzemedaille.
Bei den darauffolgenden Olympischen Spielen in St. Louis wurden keine Schießwettbewerbe ausgetragen, sodass die Athleten zwangspausieren mussten. Erst zwei Jahre darauf, bei den Olympischen Zwischenspielen 1906 in Athen nahm man die Sportart wieder in das Programm auf. Moreaux erlebte bei diesen Spielen seinen Karrierehöhepunkt und vermochte neben zwei Goldmedaillen, eine Silber- und zwei Bronzemedaillen zu erringen, was ihn zu einem der herausragenden Sportler des Turniers machte.
Im Anschluss an die Olympischen Sommerspiele 1908 in London, bei denen er als beste Platzierung lediglich einen vierten Rang im Mannschaftswettkampf mit der Schnellfeuerpistole belegen konnte, beendete Léon Moreaux im Alter von 56 Jahren seine aktive Laufbahn. Noch heute zählt er mit acht gewonnenen Medaillen zu den zehn erfolgreichsten Sportschützen der Olympischen Spiele.